# تشستر غولد
تشستر غولد (بالإنجليزية: Chester Gould)‏ (و. 1900 – 1985 م) هو فنان قصص مصورة أمريكي، ولد في باوني، توفي في وودستوك، عن عمر يناهز 85 عاماً، بسبب قصور القلب.

## التعليم
تعلم في جامعة نورث وسترن.

## جوائز
حصل على جوائز منها:
- عضوية قاعة شرف ويل إيسنر  [لغات أخرى]‏ (2001)
- جائزة إدغار (1980)
- جائزة إنكبوت (1978)
- Adamson Awards [الإنجليزية]‏ (1965)
- Reuben Award [الإنجليزية]‏ (1960).

## وصلات خارجية
- تشستر غولد على موقع IMDb (الإنجليزية)
- تشستر غولد على موقع الموسوعة البريطانية (الإنجليزية)
- تشستر غولد على موقع إن إن دي بي (الإنجليزية)
- تشستر غولد على موقع قاعدة بيانات الفيلم (الإنجليزية)
- تشستر غولد في قاعدة بيانات الأفلام على الإنترنت